# Dikrellidia bilineata
Dikrellidia bilineata är en insektsart som först beskrevs av Henry Fairfield Osborn 1928.  Dikrellidia bilineata ingår i släktet Dikrellidia och familjen dvärgstritar.
Artens utbredningsområde är Bolivia. Inga underarter finns listade i Catalogue of Life.